# Ukrán Demokratikus Szövetség a Reformokért
A Vitalij Klicsko Ukrán Demokratikus Szövetsége a Reformokért (ukránul: Український демократичний альянс за реформи Віталія Кличка) röviden UDAR (УДАР) egy ukrajnai politikai párt, amelyet a visszavonult ukrán profi nehézsúlyú bokszoló és a WBC nehézsúlyú világbajnok emeritus Vitalij Klicsko vezet.

## Története

#### „Európai Főváros” Párt
A pártot „Európai Főváros” Párt (ukránul: Політична партія "Європейська столиця"; oroszul: Политическая партия "Европейская столица") néven 2005 márciusában jegyezték be, és akkori vezetője Lev Partskhaladze ukrán üzletember volt. A 2006-os ukrajnai parlamenti választásokon a párt a szavazatok 0,04%-át szerezte meg, míg a 2007-es parlamenti választásokon nem indult. 2009 februárjában a párt a nevét „Új Ország” Pártra változtatta.

#### Vitalij Klicsko Ukrán Demokratikus Szövetsége a Reformokért
2010 április 24-én tartott pártkongresszuson a párt ismét új nevet fogadott el: Ukrán Demokratikus Szövetség a Reformokért, később hivatalosan: Vitalij Klicsko Ukrán Demokratikus Szövetsége a Reformokért. A 2010-es önkormányzati választásokon a párt körülbelül 400 képviselőt juttatott be az önkormányzatokba és a területi tanácsokba.
Az UDAR 2011 novemberében partnerséget kötött a Német Kereszténydemokrata Unióval. 2012 április 5-én az Európai Néppárt megkezdte az UDAR megfigyelő taggá válásának folyamatát, és 2013 szeptember 6-án a párt megfigyelő státuszt kapott.

## Ideológia
Az UDAR olyan népszerű témákra koncentrál, mint a korrupció elleni harc vagy a társadalmi egyenlőtlenség és a szegénység csökkentése.
A párt a társadalmi egyenlőtlenséget a „olcsó munkaerő” elvének elvetésével csökkentené. Az oktatásban európai színvonalat céloz, 12 éves kötelező középfokú oktatással, szakirányú képzéssel az utolsó két évben. A korrupció ellen átláthatósággal és független ellenőrző szerv létrehozásával küzdene.
Az UDAR csökkentené az állami hivatalok számát, egyszerűsítené az adó- és ingatlan-nyilvántartási rendszert, az adók számát 23-ról 7-re mérsékelné, és csak ukrán állampolgárok birtokolhatnának mezőgazdasági földet.